# Allée couverte de l'île Milliau
L' allée couverte de l'île Milliau est située sur l'île du même nom à Trébeurden dans le département français des Côtes-d'Armor.

## Protection
L'ensemble est classé au titre des monuments historiques par décret du 27 mars 1961.

## Description
L'édifice est orienté est-ouest. Il mesure 9,30 m de longueur pour 1,75 m de largeur. Sa hauteur varie entre 1,15 m et 1,75 m. La chambre est délimitée par dix orthostates côté nord et cinq côté sud. L'ensemble est recouvert de trois tables de couverture, une quatrième repose désormais au sol et une cinquième mentionnée dans les descriptions du XIXe siècle a désormais disparu. Toutes les dalles sont en granite de Ploumanac'h. L'édifice est désormais ouvert aux deux extrémités tout en présentant des espaces sur les côtés, ce qui ne permet pas de savoir s'il s'agit d'une allée couverte ou d'une sépulture à entrée latérale.